# Vanilla Unity
Vanilla Unity (Hangul : 바닐라 유니티) est un groupe de rock coréen, fondé en 2004. L'une de leurs chansons les plus connues est Hero.

## Membres du groupe

### Membres actuels
Seung-Joo Lee (Hangul : 이승주) : Chant 

Jung-Hak Lee (Hangul : 이정학) : Guitare 

Jimmy Jang (Hangul : 장지미) : Guitare (membre du groupe Apop)

Nick : Basse 

Hyun-jin Choi (Hangul : 최현진) : Batterie (membre des groupes Vassline et Seotaiji)

### Anciens membres
Young-Hoon Kim (Hangul : 김영훈) : Guitare 

Min-son Kim (Hangul : 김민선) : Basse 

Sung-joon Cho (Hangul : 조성준) : Batterie 

Jumg-man Kim (Hangul : 김정만) : Guitare 

## Discographie

### Albums
1. 1er album - LoV.e (25/01/2006)
2. Farewell＆Tonight (Compilation & live) (15/03/2007)
3. 2e album - Commonplace (02/10/2008)
4. 3e album - We Are Rising (23/09/2011)

### Singles
1. Tomorrow (12/07/2006)
2. Hey! Monster (29/09/2010)